# Менелай
Вижте пояснителната страница за други личности с името Менелай.
Менелай (на гръцки: Μενέλαος) в древногръцката митология е цар на Спарта. Син е на Атрей и Аеропа. Легендарен герой от Омировия епос „Илиада“, съпруг на Хубавата Елена. Менелай е по-младият брат на Агамемнон.

## Троянска война
След като баща им е убит, изгонените от чичо си Тиест Менелай и Агамемнон избягват от Микена в Спарта, при Тиндарей, за чиито дъщери Елена и Клитемнестра се оженили. Така Менелай заел трона на тъст си.
След като Парис отвлякъл Елена (или тя сама тръгнала с него), Менелай, заедно с брат си Агамемнон, събрал подкрепата на приятелски настроените конкуренти за ръката на Елена и тръгнали на поход към Троя. В битките по време на Троянската война, Менелай се изявил като доблестен войн и разумен съветник. Когато Парис го призовал на единоборство, Менелай с радост се съгласил и така самотовержено се хвърлил към своя противник, че Парис се уплашил и започнал да отстъпва. Все пак единоборството се състояло: Менелай сграбчил Парис за шлема и го повлякъл към ахейците, но Афродита спасила своя любимец. Когато бил построен Троянският кон, Менелай заедно с други ахейци бил вкаран в Троя и бил един от първите, започнали решителната битка за града, довела до падането му.

## Връщане в Гърция
След падането на Троя Менелай отплавал за Гърция, но буря го изхвърлила заедно с пет кораба в Египет и отнесла останалата част от флота на остров Крит. След като странствал 8 години, той бил задържан на остров Фарос и търпял глад, докато не изпълнил съвет на Ейдофея как да принуди баща ѝ Протей да му даде указания как да си тръгне към родината. Менелай хванал спящия Протей и не го пуснал независимо от образите, които той придобивал (лъв, дракон, течаща вода, дърво) докато не научил, каквото иска.
Като се върнал в Гърция, Менелай живял с Елена в Лакедемон, а след смъртта си бил пренесен в Елизиум.